# جون جيريش
جون جيريش (بالإنجليزية: John Gerrish)‏ هو ملحن أمريكي، ولد في 14 أغسطس 1910، وتوفي في 29 نوفمبر 2010.

## وصلات خارجية
- جون جيريش على موقع ميوزك برينز (الإنجليزية)